# Hedwige de France
Hedwige de France, aussi connue sous le nom d’Avoise, Hadevide de Hainaut ou Haltude est  née vers 970 et morte après 1013. Elle est la fille d'Hugues Capet, roi de France et d'Adélaïde d'Aquitaine, reine de France. Hedwige était comtesse du Hainaut et comtesse de Mons.

## Fratrie
- Gisèle de France (vers 969 - vers 1000), épouse de Hugues Ier de Ponthieu, premier seigneur d'Abbeville ;
- le futur roi Robert II (972- 20 juillet 1031), associé à la couronne par son père dès la fin de l'année 987, afin de consolider la nouvelle dynastie capétienne.

## Mariage et enfants
En 996, elle épouse, Régnier IV de Mons alors réfugié à la cour de France. Le couple aura :
- Régnier V († 1039), comte de Hainaut et de Mons ;
- Béatrice, mariée à Ebles Ier, comte de Roucy, puis à Manassès de Ramerupt ;
- Lambert, probablement châtelain à Mons ;
- Ermentrude, morte en bas âge. La collégiale de Nivelles possède encore ses os, dans sa crypte archéologique[2].

Son mari meurt en 1013. Elle épousera en secondes noces[réf. nécessaire], Hugues III de Ponthieu, comte de Dagsbourg (965-1024)[réf. nécessaire].